# مات كوهين (ممثل)
مات كوهين (بالإنجليزية: Matt Cohen)‏ مواليد 28 سبتمبر 1982 في ميامي، الولايات المتحدة، هو ممثل أمريكي بدأ مسيرته الفنية سنة 2000.

## الأعمال

### مسلسلات
- ذا أو سي (2006) (بدور: جيم)
- خارق للطبيعة (2008)
- إن سي آي إس: لوس أنجلوس (2010)
- 90210 (2011) (بدور: جيريمي)
- عقول إجرامية (2014) (بدور: جون فرانكلين)
- كيف تفلت بجريمة قتل (2015)
- المستشفى العام (2016)

## وصلات خارجية
- مات كوهين على موقع IMDb (الإنجليزية)
- مات كوهين على موقع ميتاكريتيك (الإنجليزية)
- مات كوهين على موقع روتن توميتوز (الإنجليزية)
- مات كوهين على موقع ألو سيني (الفرنسية)
- مات كوهين على موقع أول موفي (الإنجليزية)
- مات كوهين على موقع قاعدة بيانات الفيلم (الإنجليزية)
- الموقع الرسمي